# Hans Gerd Ruwe
Hans Gerd Ruwe, né en 1926 à Osnabrück et mort en 1995 dans la même ville, est un tailleur de pierre et sculpteur allemand. Ses œuvres, principalement réalisées en bronze, sont devenues célèbres bien au-delà des frontières de sa ville natale.
Après sa scolarité, Hans Gerd Ruwe s'engage dans l'armée et ne revient de sa captivité en France qu'en décembre 1948. Il apprend ensuite le métier de tailleur de pierre auprès d'Emil Jung. À partir de 1951, il étudie à la Werkkunstschule (de) de Hanovre et à la Hochschule für bildende Künste Hamburg, à Hambourg. En 1954, il passe son examen de maîtrise de tailleur de pierre et, après des séjours d'études en Italie, aux Pays-Bas et en France, il s'installe à Osnabrück en tant qu'artiste indépendant.
Hans Gerd Ruwe est connu pour ses sculptures de grande taille, dont certaines comportent de nombreuses figures. La Fontaine des citoyens (Bürgerbrunnen), située près du marché d'Osnabrück sur la Platz des Westfälischen Friedens, est souvent citée comme son œuvre la plus connue. D'autres œuvres dans le centre-ville d'Osnabrück sont La Blanchisseuse (Die Waschfrau) à Vitihof ou Le Tribunal des animaux (Tiergericht) au zoo.
Ses œuvres ne se trouvent pas seulement dans sa ville natale, mais aussi dans de nombreuses autres localités du nord de l'Allemagne, comme par exemple à Diepholz, Bad Iburg, Quakenbrück, Hörstel, Werlte ou Wunstorf.
On connaît deux crèches de Noël de Hans Gerd Ruwe, une grande crèche en bloc en pierre artificielle (fonte de pierre patinée), que l'on peut voir dans l'exposition de crèches du musée diocésain, et une crèche domestique à plusieurs personnages, modelée en différents bois. Les deux œuvres sont détenues par des propriétaires privés et sont considérées comme des œuvres importantes de l'art de la crèche d'Osnabrück.
Hans Gerd Ruwe meurt dans sa ville natale, en 1995.

## Œuvres (sélection)
- 1965 : Pierre de l'amitié, Angers (France)
- 1978 : Gänseliesel, Lohne (Oldenbourg en Holstein)
- 1978/79 : Steckenpferdreiter (Cavalier au cheval bâton), Osnabrück
- 1981 : Adventsbrunnen (Fontaine de l'Avent), Löningen
- 1983 : Schäfer an der Tränke (Berger à l'abreuvoir), Osnabrück
- 1983 : Die Waschfrau (La Blanchisseuse), Osnabrück
- 1983 : sculpture en bronze pour le Centre de congrès Jean-Monnier, Angers (France)
- 1983 : Der Bote (Le Messager), Göttingen
- 1983 : Mann mit Laute (Homme au luth), Osnabrück
- 1984 : Der Spezialist (Le Spécialiste), Osnabrück
- 1984 : Trommlerbrunnen (Fontaine du batteur), Bad Iburg
- 1986 : Bürgerbrunnen (Fontaine des citoyens), Osnabrück
- 1986 : Wildwechsel (Passage sauvage), Bad Sassendorf
- 1986 : Glasbläserdenkmal (Monument au souffleur de verre), Wickede
- 1987 : Bischof-Benno II.-Denkmal (Monument à l'Évêque Benno II (de)), Bad Iburg
- 1989 : Alheyd-Pustekoke-Brunnen (Fontaine Alheyd-Pustekoke), Blomberg
- 1989 : Albert-Trautmann-Denkmal (Monument à Albert Trautmann), Werlte
- 1990 : Der Münzmeister (Le Maître monétaire), Diepholz
- 1992 : Handwerkerbrunnen (Fontaine des artisans), Bad Iburg
- 1992 : Der Zwischenfall (L'Incident), Lengerich

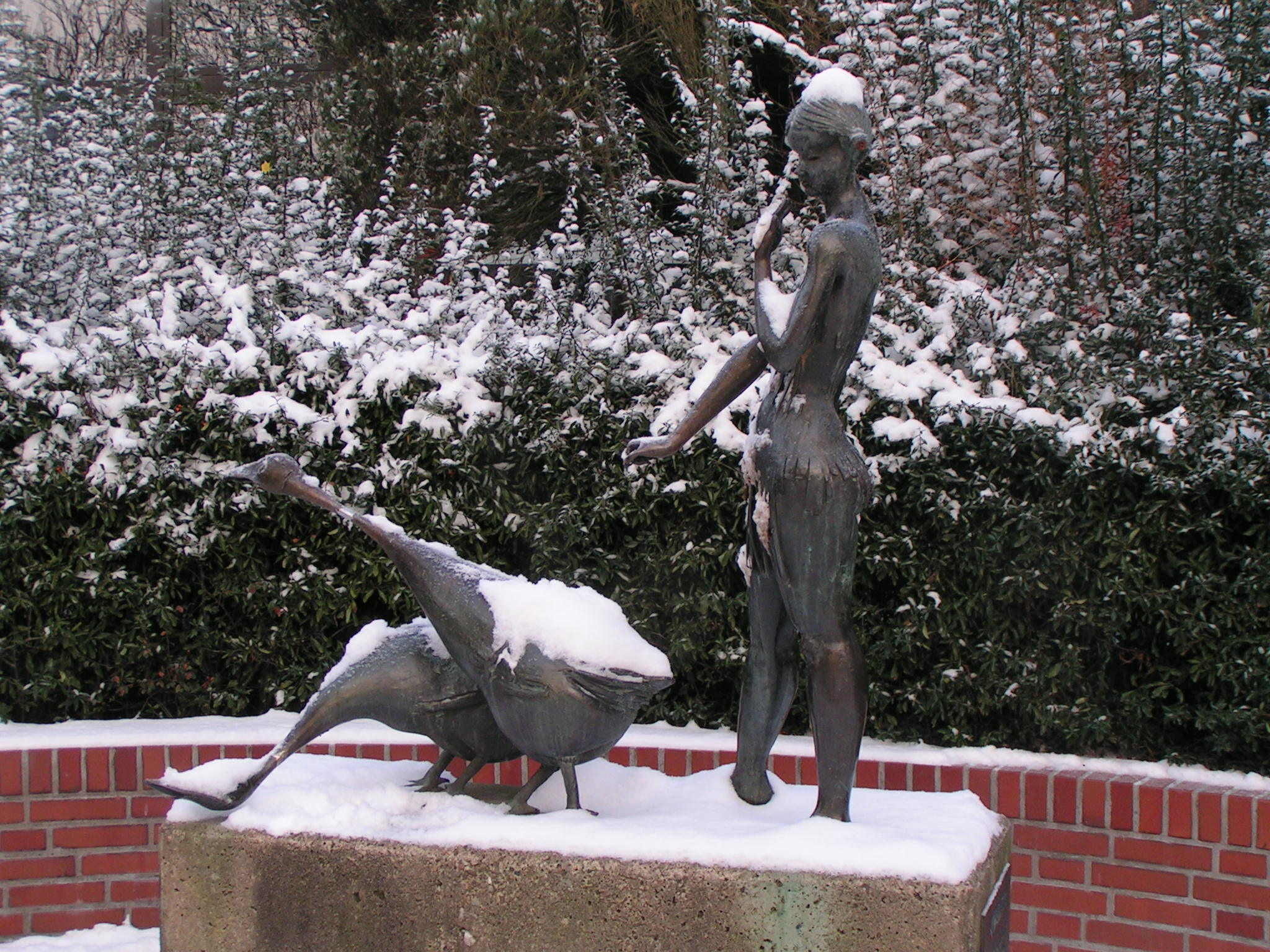
Gänseliesel, Lohne (Oldenburg)
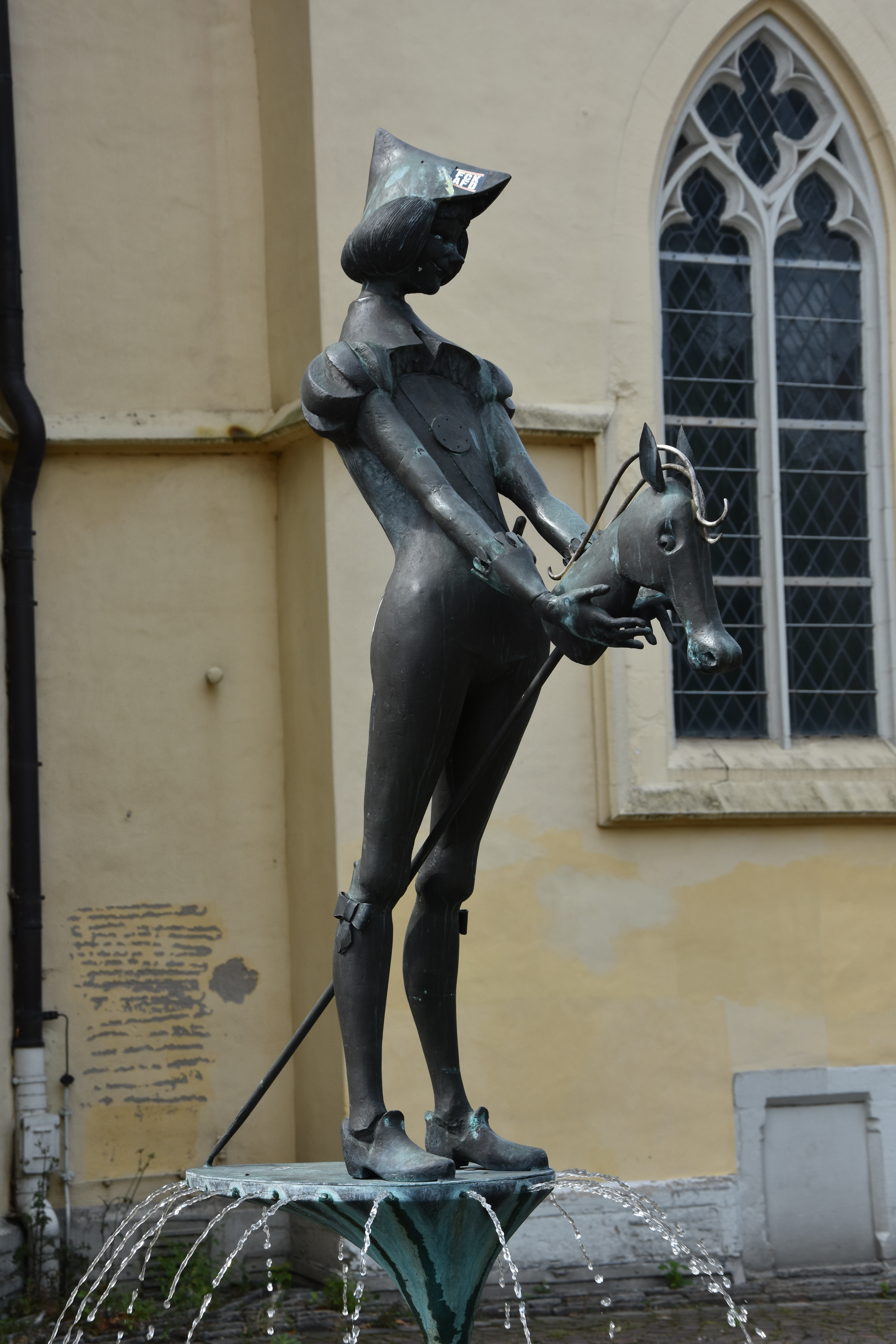
Steckenpferdreiter, Osnabrück.
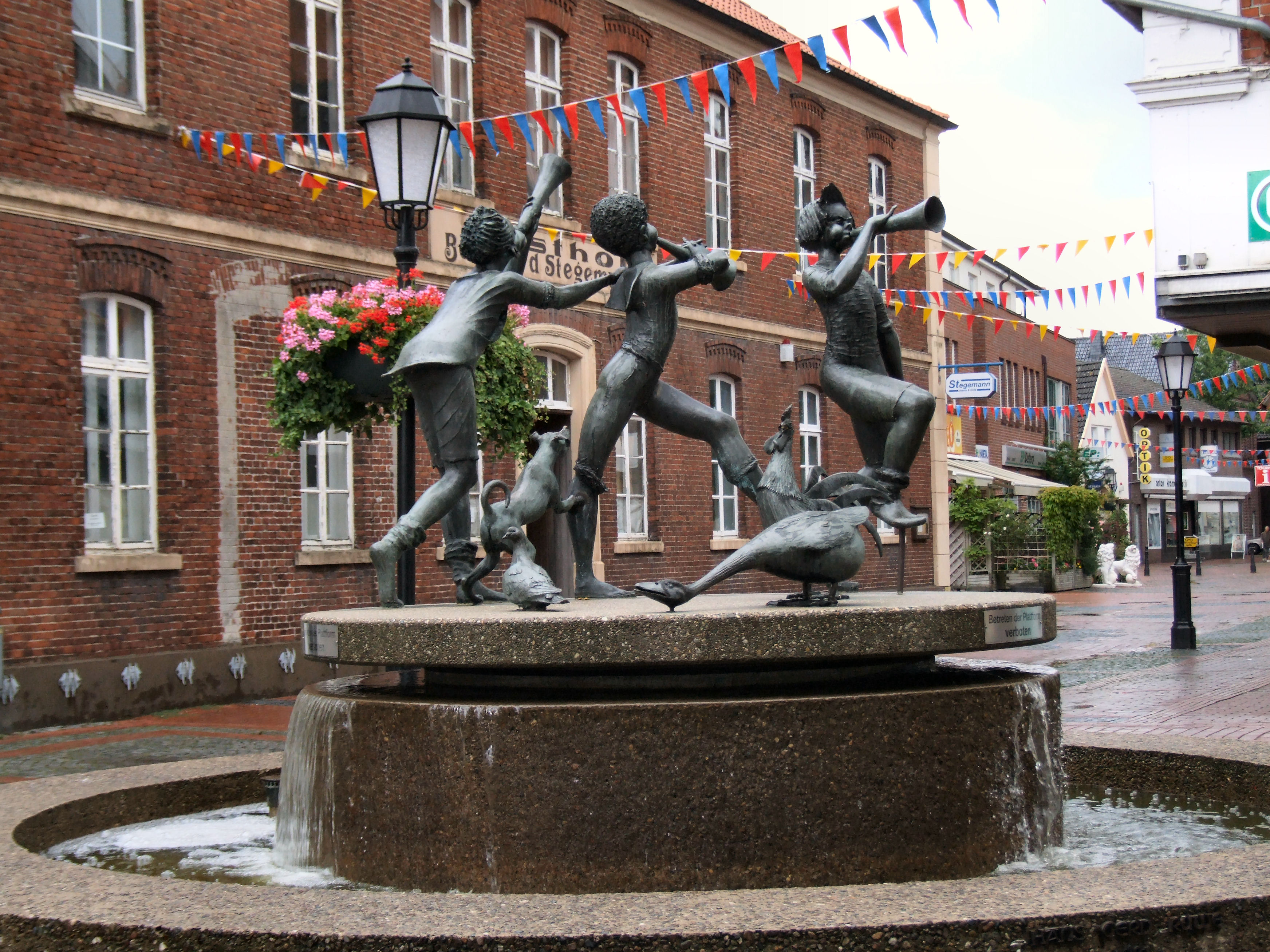
Adventsbrunnen, Löningen.
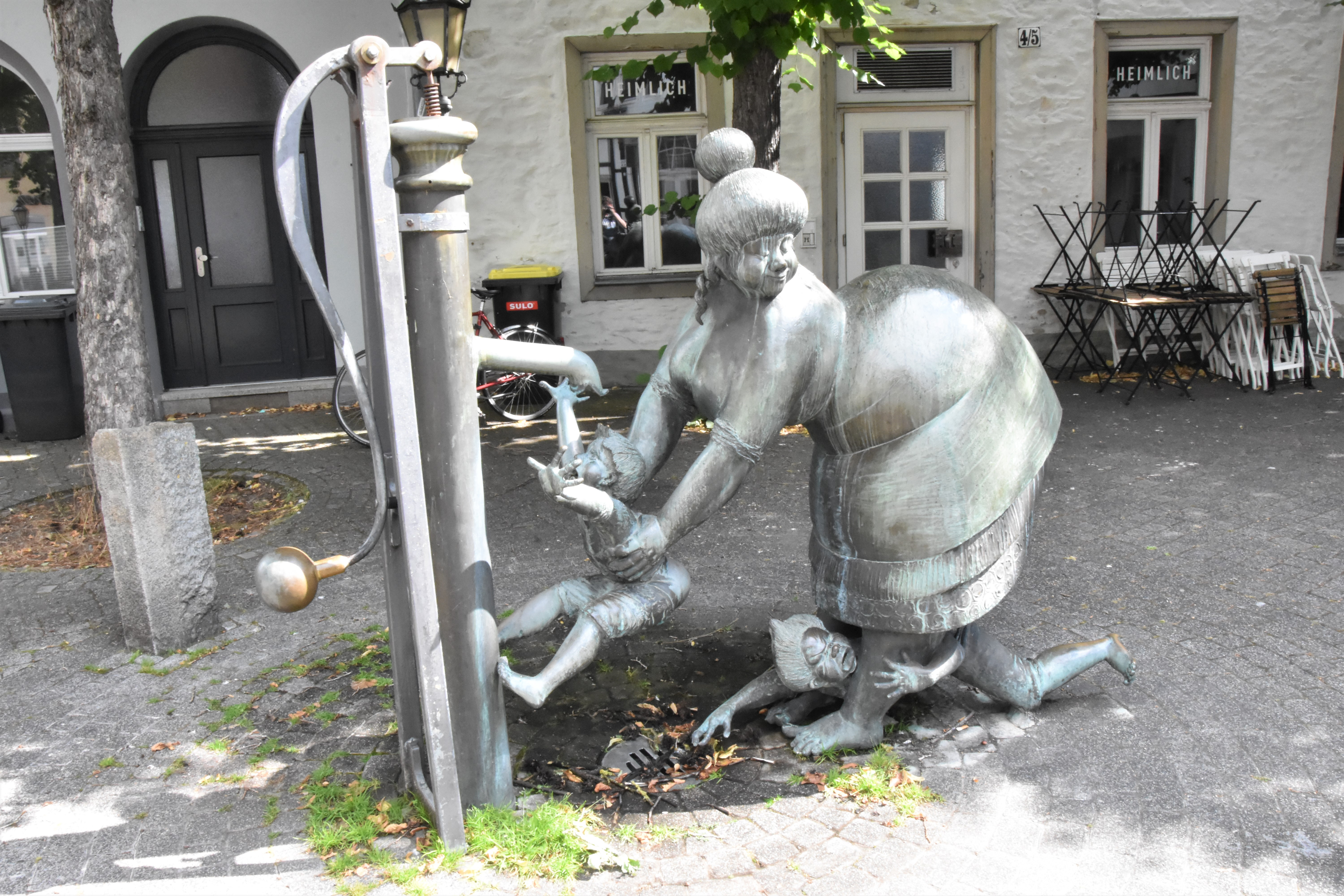
Die Waschfrau, Osnabrück.
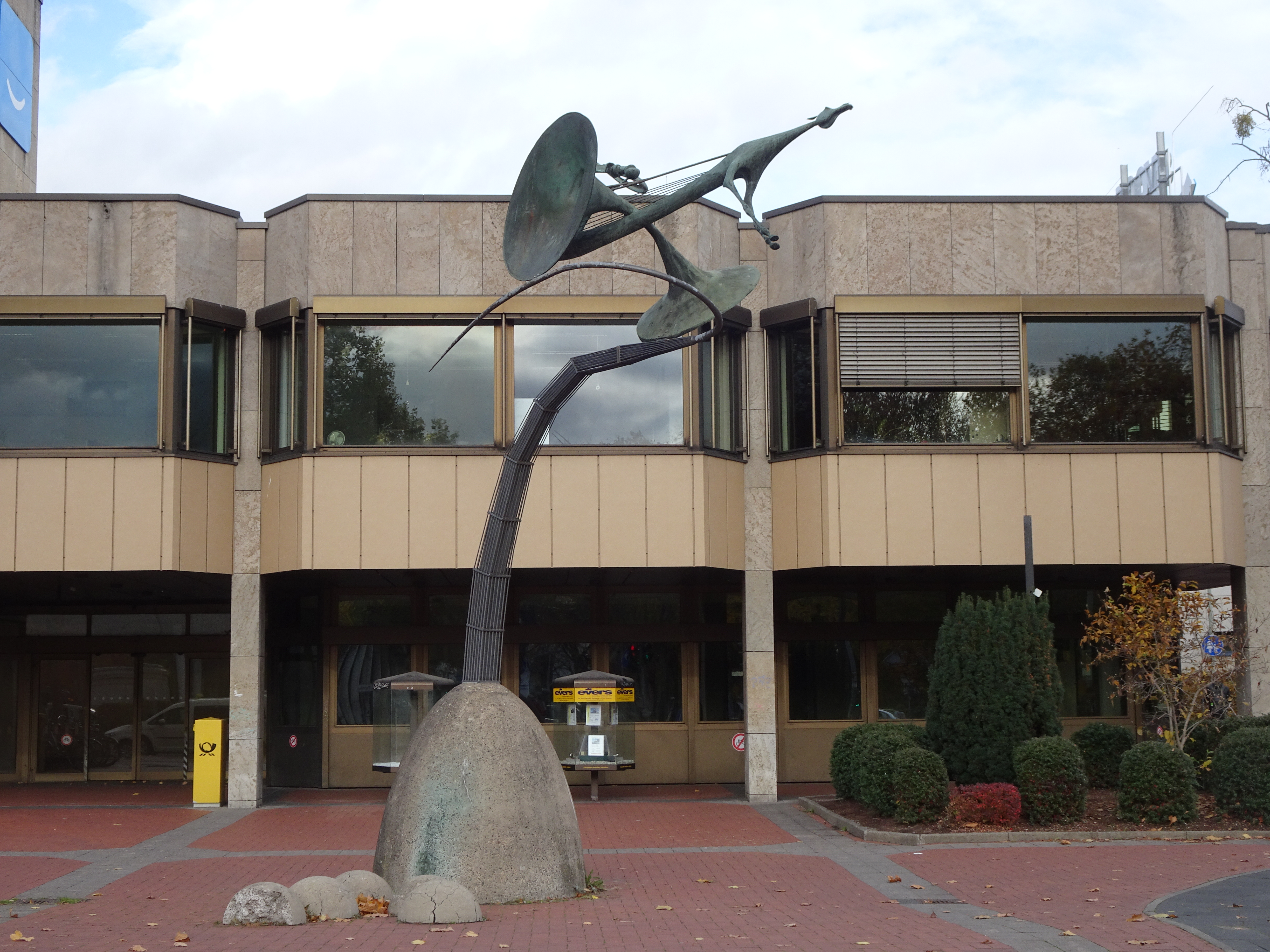
Der Bote, Göttingen
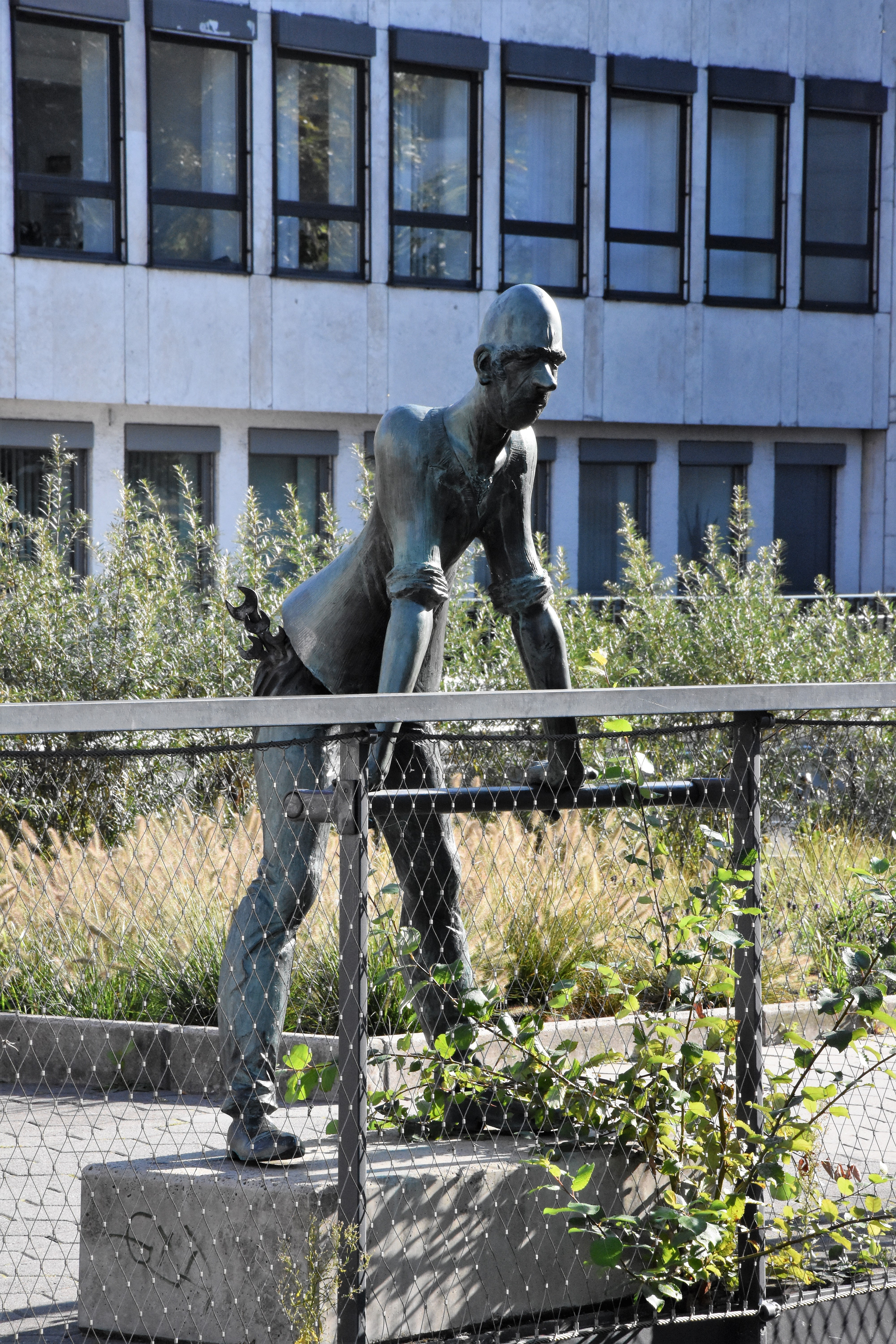
Der Spezialist, Osnabrück.
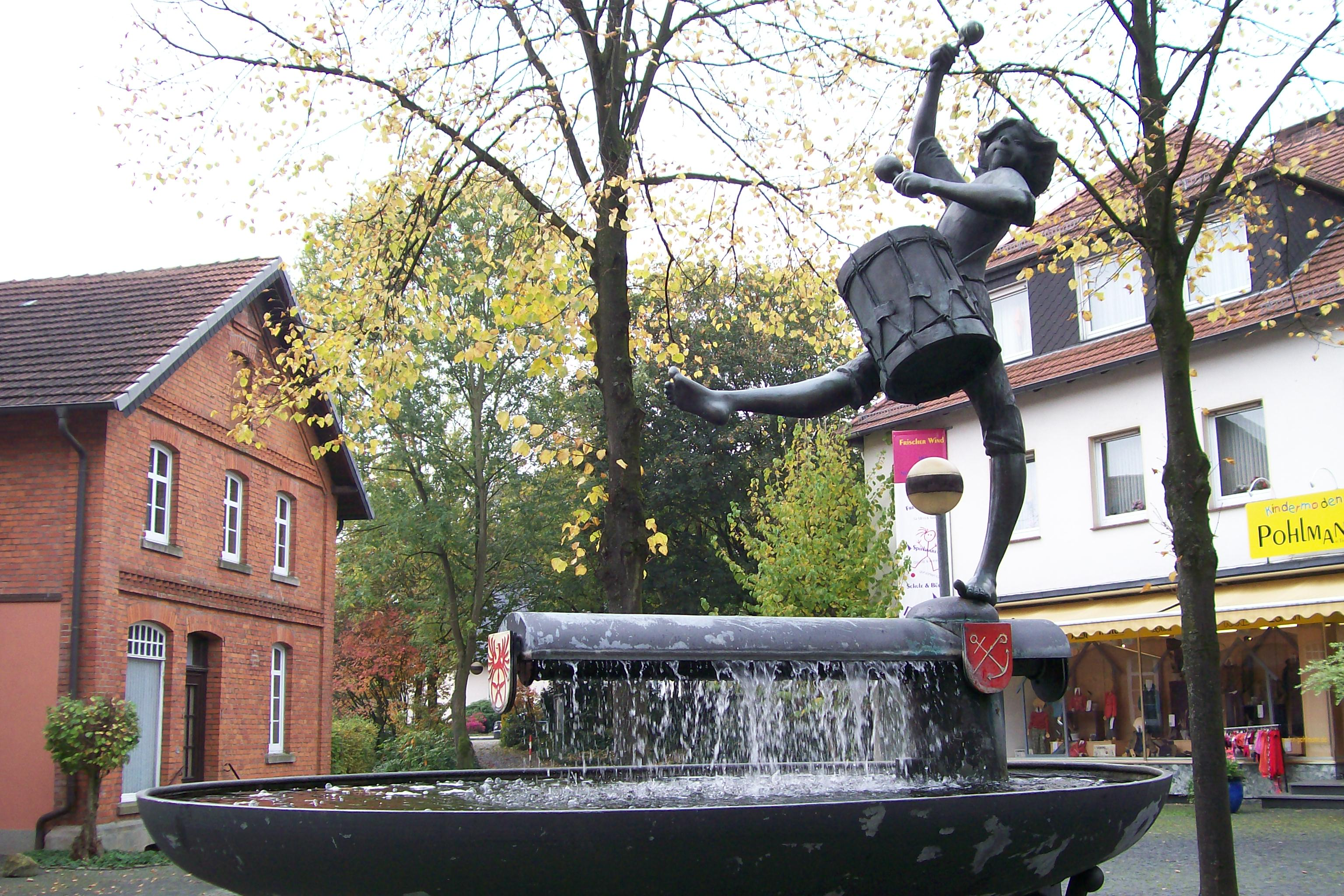
Trommlerbrunnen, Bad Iburg
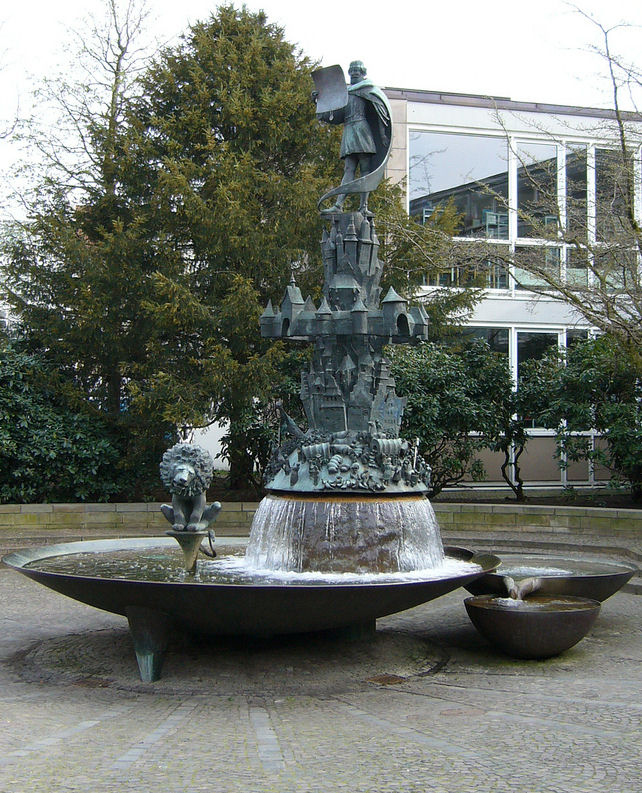
Bürgerbrunnen, Osnabrück.
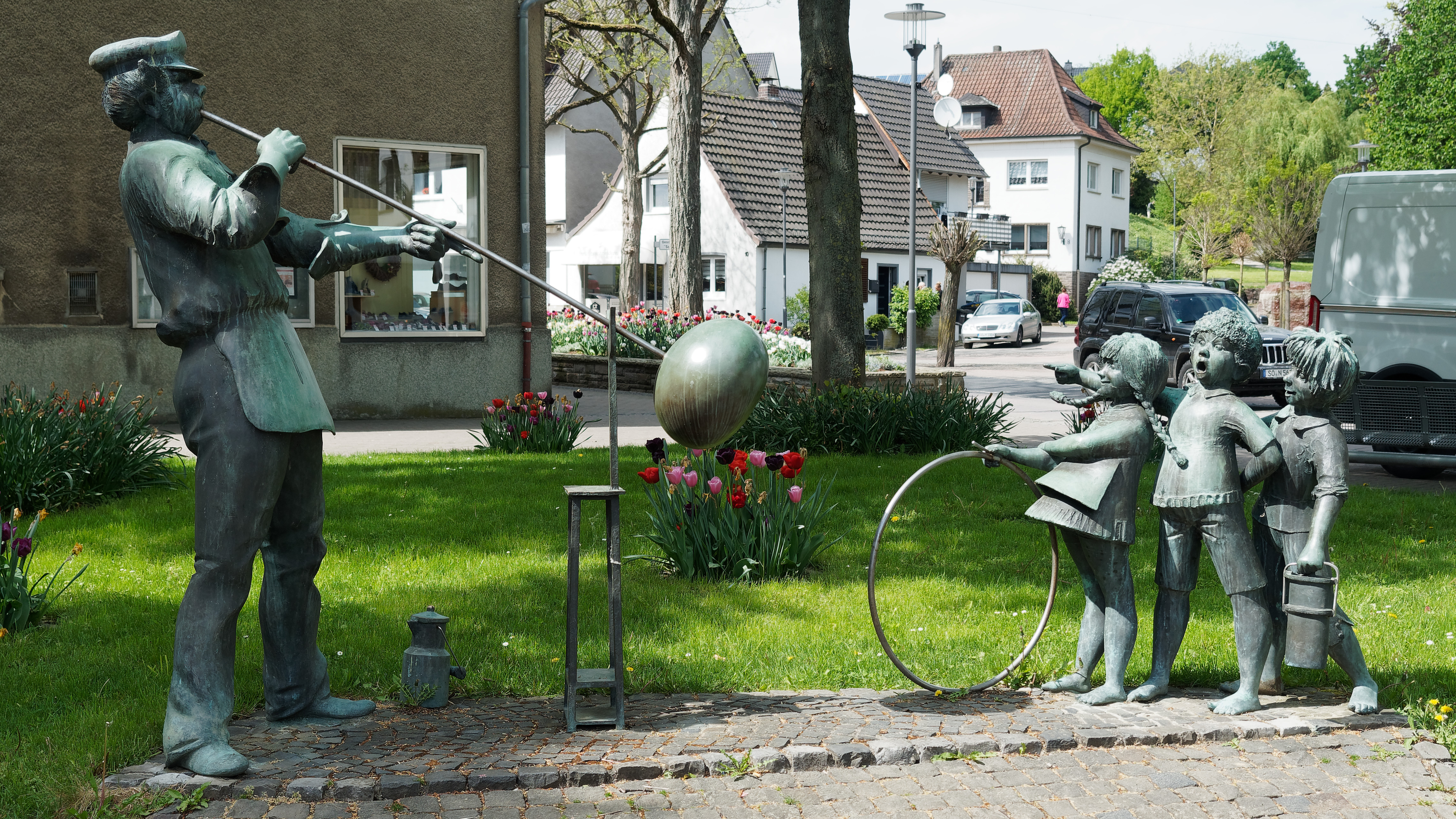
Glasbläserdenkmal, Wickede.
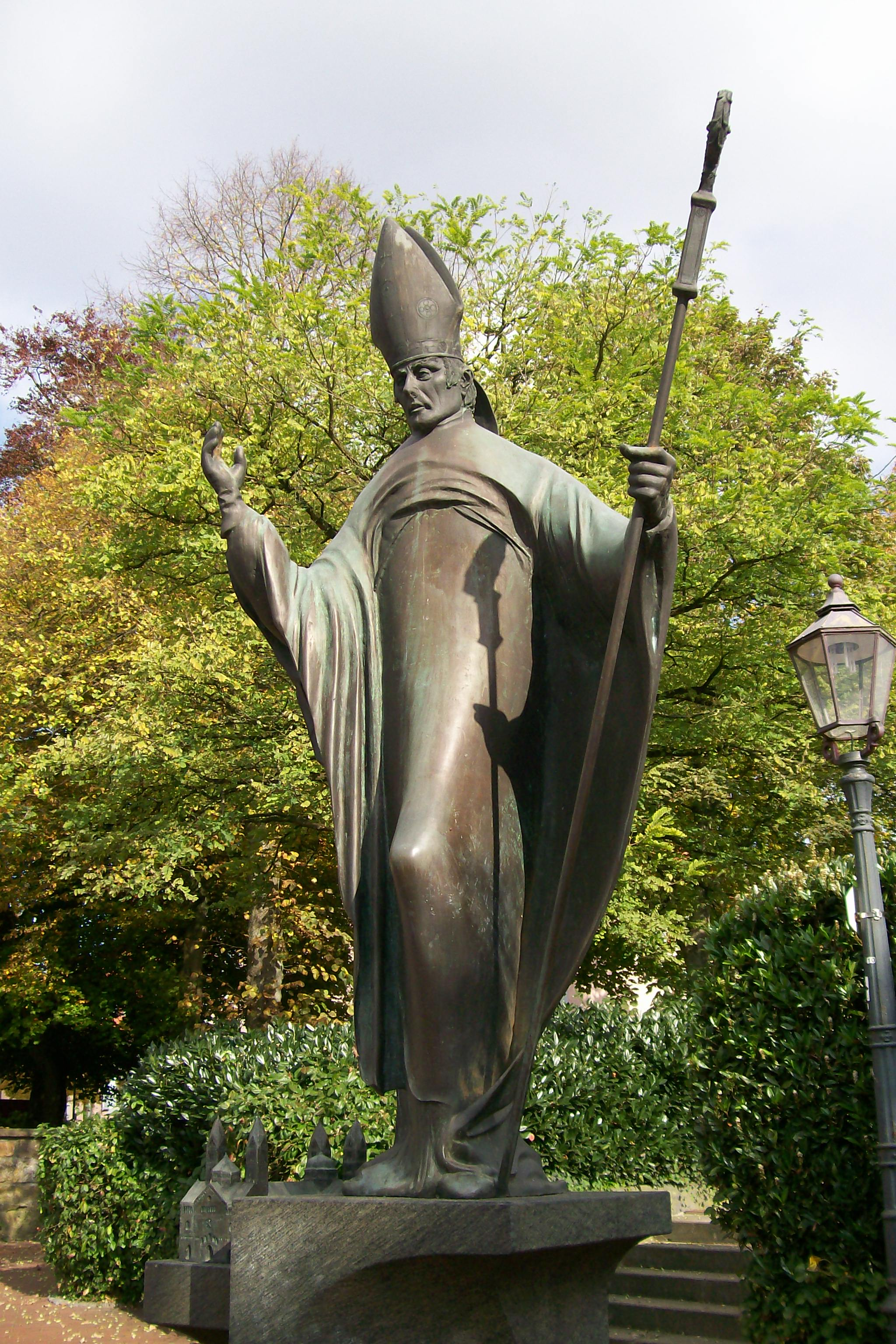
Bischof-Benno II.-Denkmal, Bad Iburg.
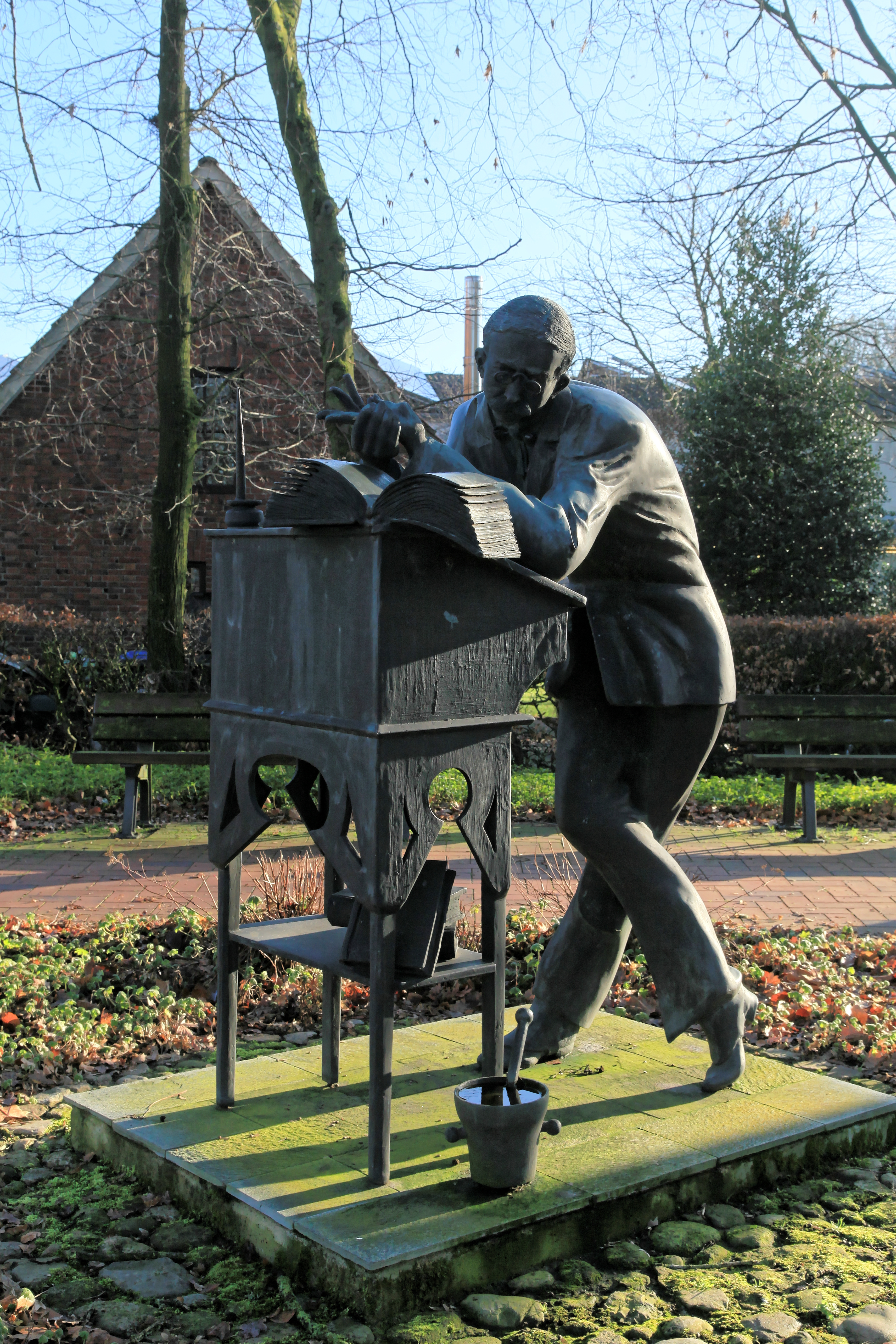
Albert-Trautmann-Denkmal, Werlte.
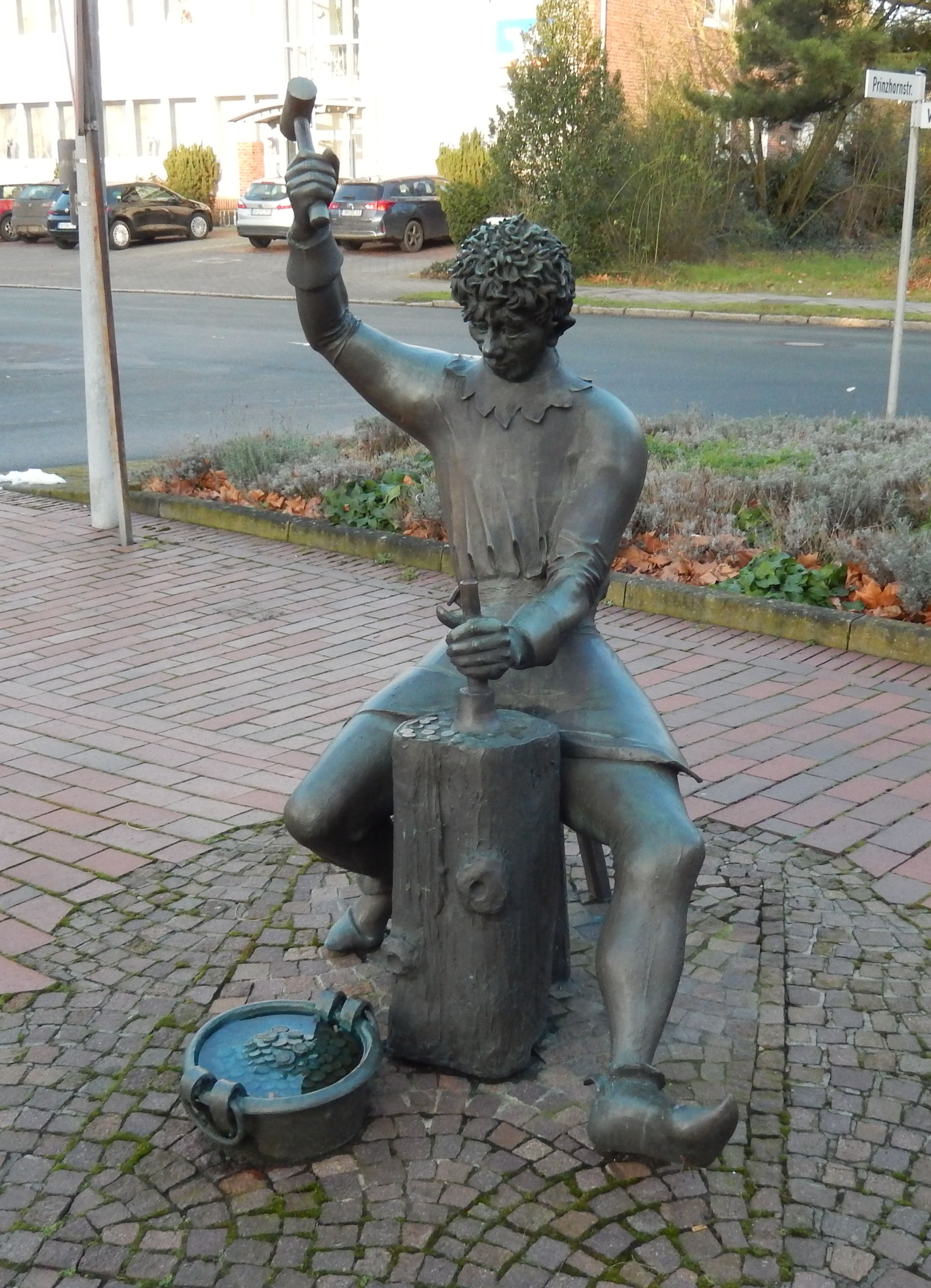
Der Münzmeister, Diepholz
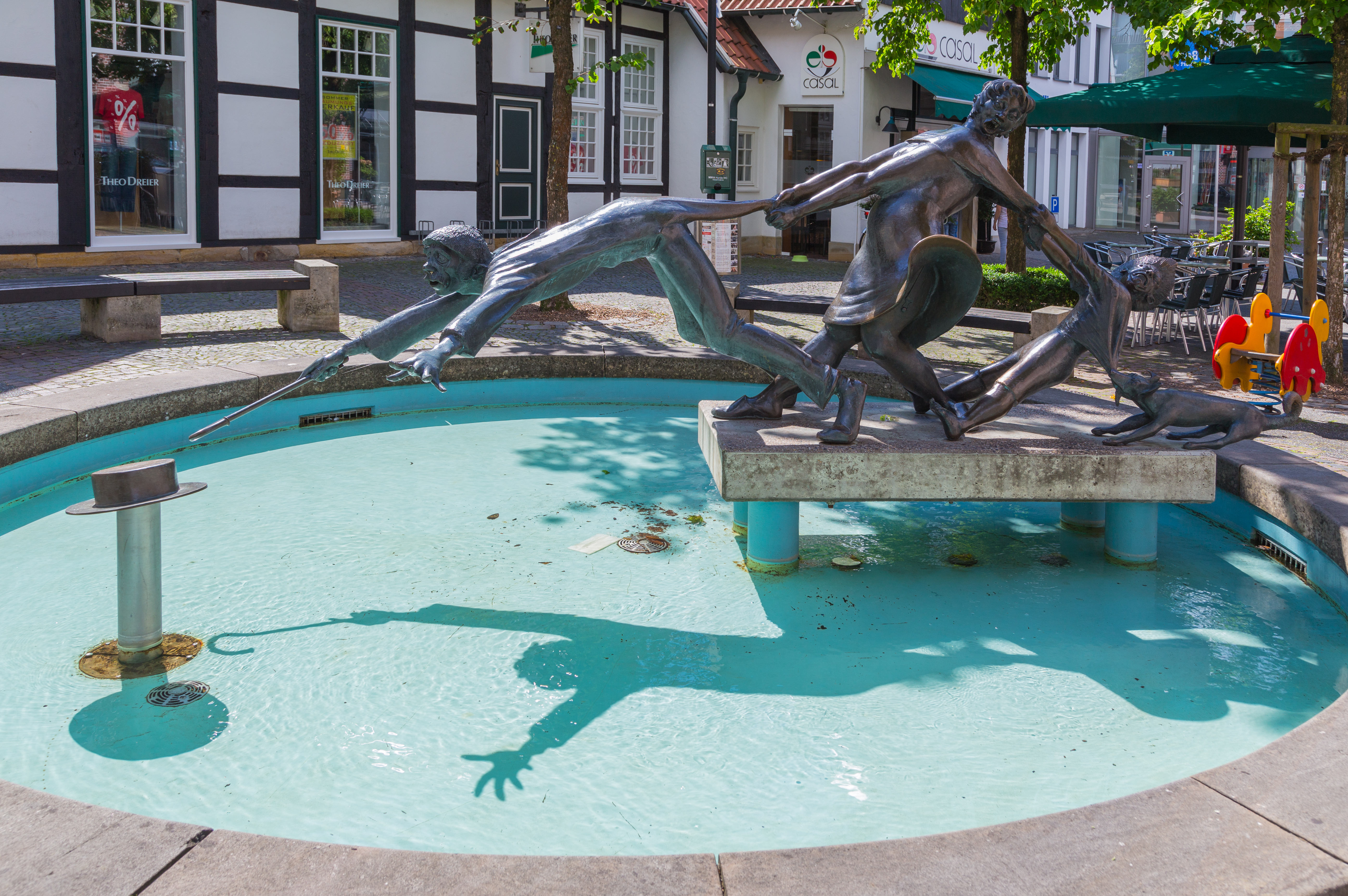
Der Zwischenfall, Lengerich